# اسلام در پالائو
مسلمانان حدود ۵۰۰ نفر در پالائو تخمین زده شده است. به‌تازگی، تعدادی نیز از گوانتانامو اجازه مهاجرت به این منطقه را یافته‌اند. دو مسجد در پالائو ساخته شده است که یکی در کورور است.